# جيرالدين تشابلن
جيرالدين شابلن (بالإنجليزية: Geraldine Chaplin)‏ (ولد 31 يوليو 1944) هي ممثلة إنجليزية ابنة الفنان الراحل تشارلي تشابلن. من أدوارها زوجة الدكتور جيفاغو الذي ادى دوره الفنان عمر الشريف.

## روابط خارجية
- جيرالدين تشابلن على موقع IMDb (الإنجليزية)
- جيرالدين تشابلن على موقع روتن توميتوز (الإنجليزية)
- جيرالدين تشابلن على موقع مونزينجر (الألمانية)
- جيرالدين تشابلن على موقع قاعدة بيانات الأفلام العربية
- جيرالدين تشابلن على موقع ألو سيني (الفرنسية)
- جيرالدين تشابلن على موقع ميوزك برينز (الإنجليزية)
- جيرالدين تشابلن على موقع تيرنر كلاسيك موفيز (الإنجليزية)
- جيرالدين تشابلن على موقع أول موفي (الإنجليزية)
- جيرالدين تشابلن على موقع قاعدة بيانات برودواي على الإنترنت (الإنجليزية)
- جيرالدين تشابلن على موقع قاعدة بيانات الأفلام السويدية (السويدية)